# Olivier Maurault
Olivier Maurault, né le 1er janvier 1886 et mort le 14 août 1968, est un historien et prêtre sulpicien québécois.

## Biographie
Natif de Sorel, il complète ses études en 1912 à Paris après avoir été ordonné deux années plus tôt. 
Il revient à Montréal en 1913. Il occupe la fonction le directeur de la Bibliothèque Saint-Sulpice de 1914, année de son ouverture, à 1918,. Il devient aumônier dans plusieurs institutions éducatives, dont HEC Montréal, l'École d'architecture de Montréal et l'École polytechnique.
Il est supérieur de l'Externat classique de Saint-Sulpice, ancienne dénomination du Collège André-Grasset, de 1929 à 1934.
En 1935, il contribue à fonder la société des Dix. En 1934, il devient recteur de l'Université de Montréal. En 1943, il est élu président de la société royale du Canada.  
Sa vie entière est consacrée à l'étude de l'art et de l'histoire religieuse du Canada. Il est décédé en 1968 après plus de soixante années d'études et de travaux. 
Les historiens Laurent Mailhot, Gérard Malchelosse, Émile Chartier et Michel Verrette ont composé des monographies racontant sa vie.

## Ouvrages publiés
- Le Petit Séminaire de Montréal, 1918
- La Chapelle du Sacré-Cœur, 1921
- Saint-Jacques de Montréal, L'église, la paroisse, 1923
- Saint-François-d'Assise de la Longue-Pointe, 1924
- Le Fort des Messieurs, 1925
- Le Vieux Séminaire de Notre-Dame de Montréal, 1925
- Brièvetés, 1928
- L'art au Canada, 1929
- Marges d'histoire, l'art au Canada, 1929
- La Paroisse, histoire de l'église Notre-Dame de Montréal, 1929
- Marges d'histoire, Saint-Sulpice, 1930
- Nos messieurs, 1936
- Propos et portraits, 1940
- Charles DeBelle et Georges Delfosse, 1940
- Le grand séminaire, 1940
- Souvenirs canadiens, Album de Jacques Viger, 1944
- Charles Gill, peintre et poète lyrique, 1950
- L'œuvre de Fabrique de Notre-Dame de Montréal, 1959

## Revues et journaux
- Mémoires de la Société royale du Canada
- Revue canadienne
- Revue trimestrielle canadienne
- The Journal of Royal Architectural Institute of Canada